# Gianni Casciello
Gianni Casciello (Venezia, 1934 – 2018) è stato un musicista, polistrumentista, compositore e insegnante italiano.

## Biografia
Gianni Casciello si è diplomato in musica corale al conservatorio Benedetto Marcello di Venezia dove ha insegnato fino al 1998. È stato anche per alcuni anni direttore del conservatorio di Vicenza. Autore di brani di musica leggera come Piccolo caffè, Mi scoppia il cuore, Min skat, La danza delle ombre, ha anche scritto la colonna sonora de La ragazza di passaggio per la regia di Gianni Da Campo e di Pagine chiuse per la regia di Duilio Laurenti.  